# Gyrotoma pumila
Gyrotoma pumila är en snäckart som först beskrevs av I. Lea 1860.  Gyrotoma pumila ingår i släktet Gyrotoma, och familjen Pleuroceridae. IUCN kategoriserar arten globalt som utdöd. Inga underarter finns listade.